# Classe Gorya
I dragamine di progetto 1266.0 Admiral Zheleznyakov (conosciuti in Occidente con il nome in codice NATO di classe Gorya) sono grandi navi in servizio con la marina militare russa progettate per operare in mare aperto.
La classificazione russa per questo tipo di unità è MT (Morskoy Tral'shchick: dragamine d'altura).

## Utilizzo
I classe Gorya sono equipaggiati con una completa suite per la ricerca e la distruzione di mine. Le loro dotazioni, infatti, comprendono anche 8 piccoli tubi lanciasiluri per la distruzione degli ordigni.
Inoltre, hanno anche una limitata capacità di autodifesa, grazie ai due impianti per missili terra-aria a corto raggio SA-N-8.
I piani prevedevano la costruzione di ben 20 unità, ma, a causa della disastrosa situazione economica che ha seguito il crollo dell'URSS, solo due furono ultimate.
- Anatoly Zheleznyakov: entrata in servizio nel 1988, è attualmente operativa nel Mar Nero.
- Vladimir Gumanenko: entrata in servizio nel 1994, è attualmente operativa nella Flotta del Nord.